# Karel Sklenář
Karel Sklenář (* 8. července 1938, Praha) je český archeolog a popularizátor vědy.

## Život

### Odborné vzdělání a zaměstnání
Karel Sklenář v letech 1956–1961 studoval archeologii na Filosofické fakultě University Karlovy. V roce 1970 získal titul PhDr.
Od roku 1963 do roku 1967 působil v Okresním muzeu Mělník (smluvně dále do roku 2002). Od roku 1965 pracoval v oddělení prehistorie a protohistorie Národního muzea. V období 1990–1997 byl ředitelem Historického muzea Národního muzea. V letech 1968–1981 a znovu od roku 2002 přednášel muzeologii pro archeology na Filosofické fakultě Univerzity Karlovy.
Od původního zaměření na paleolit a mezolit, postupně přesouvá zájem na muzeologii, hlavně však na dějiny archeologie a rehabilitaci starých výzkumů pomocí archivních a sbírkových dokladů.
Významné je jeho působení v Československé společnosti archeologické při Československé akademii věd (dnes Česká archeologická společnost) – je dlouholetým redaktorem Zpráv ČSSA/ČAS). Působí jako předseda oborové komise muzejních archeologů při Asociaci muzeí a galerií.
V letech 1990–1997 redigoval Sborník Národního muzea A-Historie. Připravil řadu muzejních expozic nebo na jejich tvorbě participoval. Je autorem řady odborných studií a popularizačních publikací o české i evropské archeologii a jejích dějinách. Mnohé z nich vyšly také v zahraničí.

## Výběr z publikací
- Učenci a pohané, Praha 1974
- Slepé uličky archeologie, Praha 1977
- Objevitelé zlatého věku, Praha 1979
- Od pěstního klínu k Přemyslovské radlici, Praha 1981
- Za jeskynním člověkem, Praha 1984
- Z Čech do Pompejí, Praha 1989
- Archeologický slovník (1. Kamenné artefakty (s J. Hartlem), Praha 1989; 2. Kovové artefakty, Praha 1992; 3. Keramika a sklo, Praha 1998; 4. Kostěné artefakty, Praha 2000)
- Hromové klíny a hrnce trpaslíků. Z pokladnice české folklórní archeologie. Praha 1999
- Encyklopedie pravěku v Čechách, na Moravě a ve Slezsku, Praha 2002 (se Zuzanou Sklenářovou a Miloslavem Slabinou)
- Bohové, hroby a učitelé. Cesty českých spisovatelů do pravěku. Praha 2003.
- Biografický slovník českých, moravských a slezských archeologů, Praha 2005